# Der Fall Rabanser
Der Fall Rabanser ist ein deutscher Kriminalfilm aus dem Jahr 1950, der unter der Regie von Kurt Hoffmann entstand.

## Handlung
Der Film spielt im Hamburg der Nachkriegszeit. Der Zeitungsjournalist Peter Rabanser bereitet einen Tatsachenbericht in Fortsetzung mit dem Titel „Wie ich eine halbe Million raubte!“ vor. Dazu macht er als angeblicher Fotograf die Bekanntschaft der beiden Kassenboten Esche und Sass. Es gelingt ihm schließlich unter einem Vorwand, ein Treffen mit den beiden während ihrer Arbeitszeit in einer von ihm eigens unter falschem Namen angemieteten Wohnung zu vereinbaren. Damit will er beweisen, dass es ihm gelingen könnte, die beiden Kassenboten ohne Zeugen zu berauben.
Zwischenzeitlich erfährt Rabanser, dass sein Bruder Geld seines Arbeitgebers unterschlagen hat. Wenn dieser nicht in Kürze den Betrag von 30.000 Mark ausgleicht, wird seine Tat entdeckt. Am Abend des Tages wendet sich Rabanser verzweifelt an den ihm gut bekannten Kriminalkommissar Schelling, den er um seine Verhaftung bittet. Er fürchtet, die Kassenboten am nächsten Vormittag tatsächlich zu überfallen und die beiden zu ermorden, um sich in den Besitz des von ihnen transportierten Geldes zu bringen. Der Kommissar weigert sich strikt, Rabanser in Haft zu nehmen. Besser als Einsperren sei ordentlich ausschlafen bescheidet er den überraschten Rabanser und schickt ihn nach Hause.
Am nächsten Vormittag erscheinen die Kassenboten wie verabredet in der Wohnung. Als Rabanser die Wohnung für eine verabredete Filmvorführung abgedunkelt hat, wird er niedergeschlagen. Nachdem der Journalist wieder zu sich kommt, findet er die beiden Kassenboten erschossen auf. Das Geld ist verschwunden. Rabanser wird von Kommissar Schelling wegen Mordverdachtes verhaftet, die Boten wurden mit seiner Pistole erschossen. Kurz darauf gelingt ihm bei einem Gefangenentransport die Flucht. Er versteckt sich auf dem Hausboot der Baronin Felten, die dort einen illegalen Spielclub betreibt. Dort ist auch seit einiger Zeit Kriminalrat Petersen Gast, der dort verdeckt einen Verbrecher sucht, der gleichermaßen sehr gute Kontakte sowohl zur Unterwelt als auch zur Polizei unterhält. Er offenbart gegenüber Rabanser, dass er seine Flucht ermöglicht habe, damit Rabanser und er gemeinsam die wahren Täter des Überfalls überführen können.
Inzwischen wurde ein weiterer Mord begangen. Der Zeuge Imhoff, der gesehen hat, wie die Tasche der Geldboten aus dem Fenster der Wohnung geworfen wurde, wird tot aus dem Hafenbecken geborgen. Der Taxifahrer Otto Krause, der Bruder der Baronin, stellt in deren Auftrag ebenfalls Ermittlungen an und scheint dem Täter auf die Spur zu kommen. Als die Baronin seine Erkenntnisse Kriminalrat Petersen telefonisch übermitteln will, wird sie von einem Unbekannten erschossen. Peter Rabanser gelingt es nunmehr, den wahren Täter zu überführen. Er hat ihn gesehen, als dieser die Baronin erschoss. Es ist Kriminalkommissar Schelling, der in einem Gespräch mit ihm seine Taten gesteht. Kriminalrat Petersen hört dies in einem Nebenraum mit an. Durch einen gezielten Schuss kann Kriminalassistent Vogel im letzten Augenblick verhindern, dass Rabanser umgebracht wird. Schelling wird verhaftet.

## Produktionsnotizen
Der Film wurde von Juni bis Juli 1950 im Atelier Bendestorf produziert. Die Außenaufnahmen entstanden in Hamburg und Umgebung. Die Uraufführung fand am 19. September 1950 in Köln (Hahnentor-Lichtspiele) statt.

## Kritik
„[…] Daß ein Verbrecher sein sicheres Versteck, das er sich in den Reihen der Kriminalpolizei als besonders tüchtiger Kriminalkommissar erworben hatte (im nächsten Film wird man uns sicher den Polizeipräsidenten persönlich als Mörder vorstellen), durch einen unmotivierten Mord wieder gefährdet, ist zum mindesten unlogisch. […] Nur teilweise kann die subtile und handwerklich meisterhafte Regie von Kurt Hoffmann diese Schnitzer verdecken. Der Regisseur, der mit dem Kameramann Albert Benitz zusammen die Eigengesetzlichkeit des Kriminalfilms beachtete — größte Sparsamkeit mit Großaufnahmen, mit der Musik und mit Dialogen —, der die Dinge sprechen läßt (regennasse Häuser, Straßenlaternen, Bootsstege und Uhren), hatte seine Schauspieler zu einem Ensemble zusammengefaßt, aus dem besonders Hans Söhnker als Peter Rabanser, Ilse Steppat in der Rolle einer anrüchigen Baronin und Inge Meysel als Geliebte eines Chauffeurs hervorragten.“

„Dramaturgisch und handwerklich akzeptabler Kriminalfilm.“